# Lycidas (zoologia)
Lycidas Karsch, 1878 è un genere di ragni appartenente alla Famiglia Salticidae.

## Caratteristiche
Le femmine hanno dimensioni da 3 a 7 millimetri, i maschi sono più piccoli, non superano i 5 mm.

## Distribuzione
Delle 20 specie oggi note di questo genere ben 19 sono diffuse in Australia; la sola L. furvus è endemica della Cina.

## Tassonomia
Rivalutato come genere da Prószynski nel 1984; ritenuto un sinonimo anteriore di Jotus L. Koch, 1881, a seguito di uno studio congiunto degli aracnologi Davies e Zabka del 1989 ha assunto dignità di genere a sé, contra un precedente studio del solo Zabka del 1987.
L'unica specie rinvenuta in territorio cinese, meriterebbe uno studio più approfondito in quanto potrebbe non appartenere a questo genere.
A dicembre 2010, si componeva di 20 specie:
- Lycidas anomaliformis Zabka, 1987 — Queensland
- Lycidas anomalus Karsch, 1878[3] — Nuovo Galles del Sud
- Lycidas bitaeniatus (Keyserling, 1882) — Australia
- Lycidas chlorophthalmus (Simon, 1909) — Australia occidentale
- Lycidas chrysomelas (Simon, 1909) — dall'Australia occidentale al Nuovo Galles del Sud, Victoria (Australia)
- Lycidas dialeucus (L. Koch, 1881) — Queensland, Nuovo Galles del Sud
- Lycidas furvus Song & Chai, 1992 — Cina
- Lycidas griseus (Keyserling, 1882) — Queensland
- Lycidas heteropogon (Simon, 1909) — Australia occidentale
- Lycidas karschi Zabka, 1987 — Nuovo Galles del Sud
- Lycidas kochi Zabka, 1987 — Australia
- Lycidas michaelseni (Simon, 1909) — Australia occidentale
- Lycidas nigriceps (Keyserling, 1882) — Queensland
- Lycidas nigromaculatus (Keyserling, 1883) — Queensland
- Lycidas obscurior (Simon, 1909) — Australia occidentale
- Lycidas piliger (Keyserling, 1882) — Queensland
- Lycidas pilosus (Keyserling, 1882) — Queensland
- Lycidas scutulatus (L. Koch, 1881) — Australia
- Lycidas speculifer (Simon, 1909) — Australia occidentale
- Lycidas vittatus (Keyserling, 1881) — Queensland

### Specie trasferite
- Lycidas abnormis (Bösenberg & Strand, 1906); trasferita al genere Phintella[2]
- Lycidas auripes (L. Koch, 1881); trasferita al genere Jotus[2]
- Lycidas difficilis (Bösenberg & Strand, 1906); trasferita al genere Phintella[2]
- Lycidas lineus (Karsch, 1879); trasferita al genere Phintella[2]
- Lycidas munitus (Bösenberg & Strand, 1906); trasferita al genere Phintella[2]
- Lycidas nigromaculatus (Keyserling, 1883); trasferita al genere Maratus[4][5]

### Omonimie
- Lycidas nigriceps (Keyserling, 1882); gli esemplari descritti da Keyserling sono stati trasferiti qui dal genere Habrocestum; a seguito di uno studio di Zabka del 1987, sono stati ridenominati come L. anomaliformis [2].